# Plectris podicalis
Plectris podicalis är en skalbaggsart som beskrevs av Moser 1921. Plectris podicalis ingår i släktet Plectris och familjen Melolonthidae. Inga underarter finns listade i Catalogue of Life.